# Elfenwaldsänger
Der Elfenwaldsänger (Setophaga pitiayumi, Syn.: Parula pitiayumi) ist ein kleiner Vogel aus der Gattung der Baumwaldsänger (Setophaga) in der Familie der Waldsänger (Parulidae).
Elfenwaldsänger haben eine Körpergröße von etwa elf Zentimetern. Das Oberseitengefieder ist meist blaugrau mit grünlichen Flecken; das Unterseitengefieder gelb, das zur Brust hin orange ausläuft. Auf den Flügeldecken befinden sich zwei weiße Flügelstäbe. Das schwarze Kopfgefieder bei dem Männchen fehlt bei dem Weibchen. Weibchen haben insgesamt ein stumpferes Federkleid.
Elfenwaldsänger ernähren sich überwiegend von Insekten und Spinnen. Gelegentlich werden auch Beeren aufgenommen.
Die Brutgebiete befinden sich im Norden und Süden von Mexiko über Mittelamerika bis in den Norden von Argentinien und weiter nach Trinidad und Tobago. Elfenwaldsänger gehören zu den wenigen Waldsängerarten, die über den Winter nicht abwandern aus ihren Brutgebieten. Ausnahmen bilden die Vögel, die weiter nördlich ihre Brutgebiete haben.

## Systematik
Der Elfenwaldsänger ist neben dem Meisenwaldsänger (Setophaga americana), dem Feuerwaldsänger (Oreothlypis  gutturalis) und dem Schmuckwaldsänger (Oreothlypis  superciliosa) eine von vier Arten, die früher in der Gattung Parula geführt wurden. Zwar sind Elfenwaldsänger und Meisenwaldsänger tatsächlich Schwesterarten voneinander, es hat sich aber gezeigt, dass diese beiden am engsten mit Waldsängerarten der ehemaligen Gattung Dendroica verwandt sind, mit denen sie nun zusammen in der Gattung Setophaga geführt werden. Die anderen beiden Arten sind zwar auch eng miteinander verwandt, stehen aber innerhalb der Waldsänger den Baumwaldsängern recht fern.
Beim Elfenwaldsänger werden zurzeit (2018) laut IOU folgende neun Unterarten unterschieden:
- S. p. nigrilora	(Coues, 1878) – (Südgrenze der USA und Ost-Mexiko)
- S. p. pulchra	(Brewster, 1889) – (West-Mexiko)
- S. p. insularis	(Lawrence, 1871) – (Tres-Marias-Inseln vor West-Mexiko)
- S. p. graysoni	(Ridgway, 1887) – (Socorro vor West-Mexiko)
- S. p. inornata	(S. F. Baird, 1864) – (Süd-Mexiko bis Panama und Nordwest-Kolumbien)
- S. p. cirrha	(Wetmore, 1957) – (Coiba-Insel vor Panama)
- S. p. pacifica	(von Berlepsch & Taczanowski, 1884) – (Südwest-Kolumbien bis Nordwest-Peru)
- S. p. alarum	(Chapman, 1924) – (Ost-Ecuador und Nord-Peru)
- S. p. pitiayumi	(Vieillot, 1817) – (weite Teile Südamerikas)